# Motoradio
A Motorádio é uma empresa brasileira fabricante de equipamentos de som e televisores, principalmente rádios e auto-rádios. Uma curiosidade o melhor jogador de cada partida no Campeonato Brasileiro do ano 1960 ganhava um aparelho Motorádio APC-37.

## História
O imigrante japonês Hiroshi Urushima chegou ao Brasil em 1936 e passou a trabalhar em uma pequena oficina de reparo de rádios em São Paulo. Em 1940 construiu o primeiro auto-rádio brasileiro. Depois da Segunda Guerra Mundial, Urushima ampliou suas atividades de manutenção e em 1942 fundou a empresa Motorádio. Os primeiros aparelhos de rádio e auto-rádios começaram a ser distribuídos em meados de 1953 por diversos varejistas, em especial pela Mesbla. Em 1963 reorganizou a Motorádio em uma Sociedade por ações.
Na década de 1960, o melhor jogador de uma partida de futebol era premiado com um Motorádio pela TV Tupi.

### Associação com a Sony Corporation
A multinacional japonesa Sony Corporation apresentou seus primeiros planos para construção de uma fábrica no Brasil no início dos anos 1960. No entanto, diferente de outras empresas, seus planos foram rejeitados pelo governo brasileiro sob a alegação de baixo índice de nacionalização da produção proposta. Até então a Sony era representada por diversas importadoras no país. No final da década de 1960 a Sony passou a concentrar sua representação no Brasil na empresa T.Tanaka e Cia. Ao mesmo tempo, os produtos da Sony passaram a ser importados pela Motoradio. 
Em junho de 1965 a Motoradio apresentou produtos como autorádios, rádio-relogios e rádios transistorados, tendo informado ao mercado ter desenvolvido essa tecnologia no país sem assistência estrangeira (sem explicar exatamente como teria conseguido esse feito). 
Mais tarde a empresa admitiu em seus anúncios usar componentes da Sony em alguns produtos.
Em 1971 a Motorádio passou a ser distribuidora para o Brasil da Sony através de uma associação Sony-Motorádio, por meio da qual a empresa brasileira fabricava radio-gravadores, aparelhos de som e televisores vendidos pela empresa japonesa. Com a associação, a Motorádio pôde obter recursos para a implantação de uma planta na Zona Franca de Manaus em 1979. Três anos depois a planta da empresa na Zona Franca de Manaus representava 51,3 % da receita operacional líquida da empresa.
A associação Sony-Motorádio foi encerrada em 1984.

### Crise e falência
Em novembro de 1990 lançou o primeiro auto-rádio com leitor de CD de fabricação nacional. Com a implantação do Plano Collor I a empresa suspendeu investimentos e teve sua crise agravada, passando a demitir funcionários. Com atrasos em pagamentos de dívidas e 12% de suas ações sob propriedade do BNDESPAR, a empresa faliu em 1993.

### Tentativas de retomada
Um grupo de ex-funcionários da Motoradio criou a Audiomotor em 1993 que utiliza a marca Motobras, atualmente situada na cidade de Brazópolis e com um escritório em São Paulo.

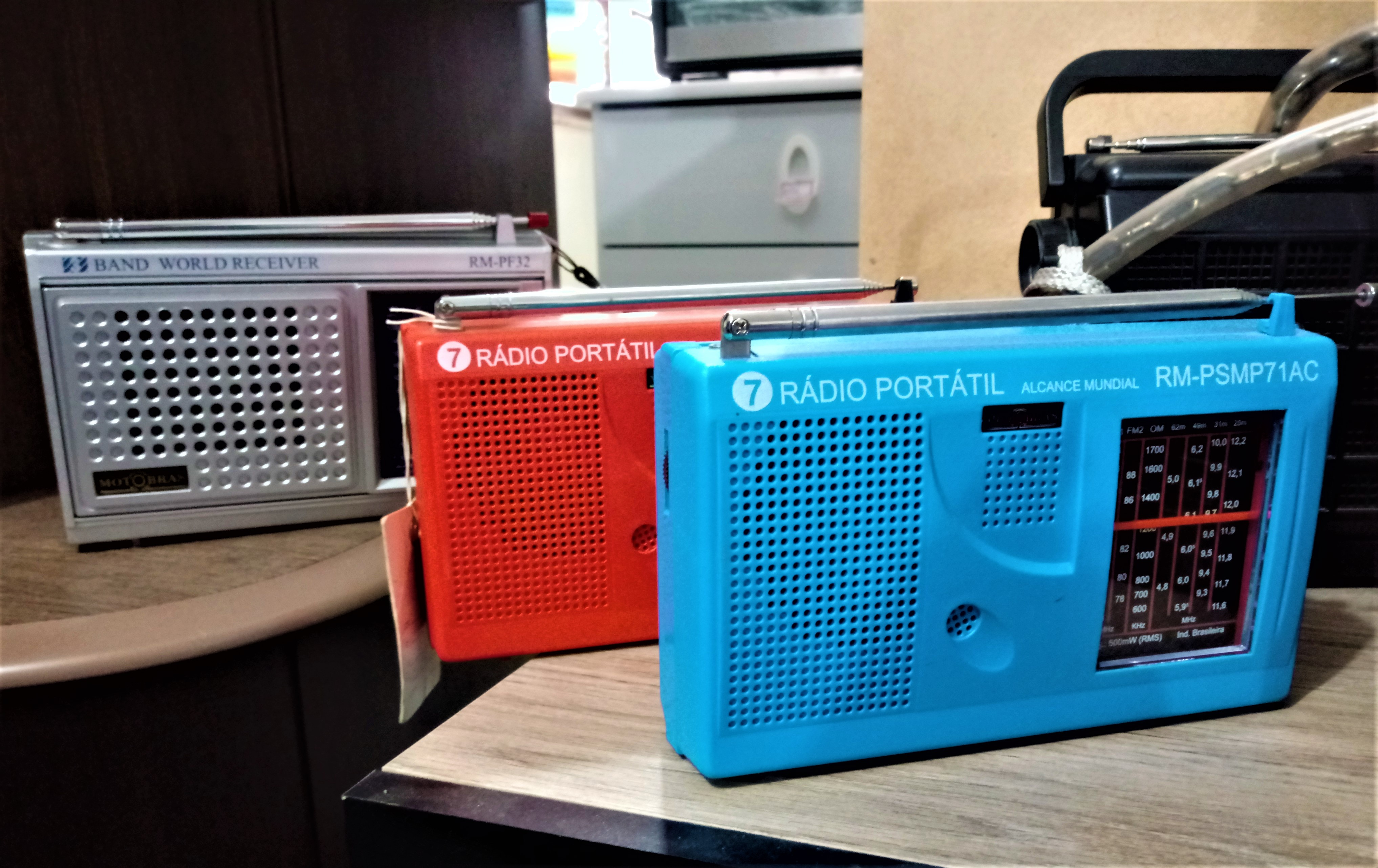
Tradicionais modelos coloridos da marca.
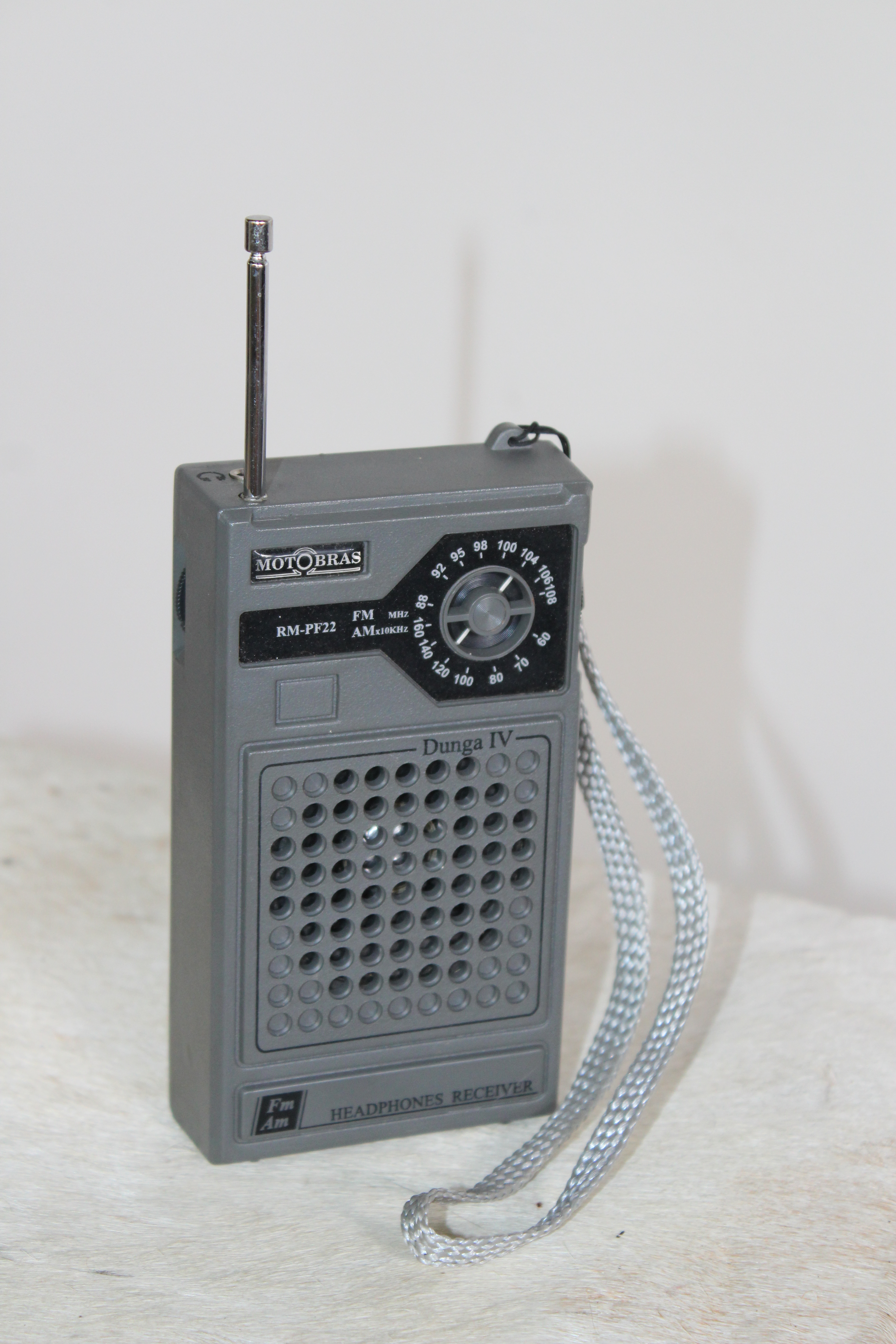
O Dunga IV, o modelo de aparelho de rádio portátil da marca sucessora, a Motobras.

A volta da Motorádio

Em comemoração ao centenário do rádio no Brasil em 2022, a Motoradio lança a linha portátil retrô, em série limitada, com 6 opções de cores para resgatar as lembranças de uma época de ouro, que permanece na mente e nos corações dos amantes do rádio.  